# 10 f.Kr.
10 f.Kr. var ett normalår som började en söndag i den proleptiska julianska kalendern, men i verkligheten antingen ett normalår som började en tisdag, onsdag eller torsdag, eller ett skottår som började en tisdag eller onsdag i den julianska kalendern (se skottårsfelet i den julianska kalendern för mer information).

## Händelser

### Efter plats

#### Romerska riket
- Romarna bygger en bro över Rhen nära Bonn.
- Ett romerskt militärläger grundas i Speyer.

## Födda
- 1 augusti – Claudius, romersk kejsare 41–54 e.Kr.
- Agrippa I, kung av Judeen
- Marcus Verrius Flaccus, romersk grammatiker
- Domitia Lepida, dotter till Lucius Domitius Ahenobarbus och Antonia den äldre